# Valahnúkur (kulle i Island, Suðurland, lat 64,31, long -20,39)
Valahnúkur är en kulle i republiken Island. Den ligger i regionen Suðurland, 80 km öster om huvudstaden Reykjavík. 
Trakten runt Valahnúkur är nära nog obefolkad, med mindre än två invånare per kvadratkilometer. Närmaste större samhälle är Reykholt, omkring 15 kilometer söder om Valahnúkur. Trakten runt Valahnúkur består i huvudsak av gräsmarker.